# H.324
H.324 è lo standard internazionale per la comunicazione multimediale su reti a basso bit-rate, incluse le reti mobili PLMN e 3G (o H.324M).
Lo standard è stato ideato dalla ITU-T ed in seguito implementato nell'UMTS.
Lo H.324 fornisce le fondamenta per l'interoperabilità e la qualità video, voce e dati; viene definito come specifica ad ombrello poiché racchiude gli standards H.324 e H.245.
Le specifiche ITU-T H.324 hanno diverse implementazioni per 3GPP e 3GPP2; definisce sia i protocolli di controllo ed i meccanismi di multiplexing H.223 che i CODEC audiovideo per lo streaming in tempo reale su una connessione commutata.
Questo standard specifica i metodi per l'iterazione contemporanea di flussi video, voce e dati su connessioni modem ad alta velocità; permette tra l'altro l'utilizzo del T.120 per il trasferimento files e collaborazione dati.

## Principi
Lo standard H.324 usa una normale connessione modem a 33.660 bit/s, tipicamente su PSTN.
Una volta che la connessione è stata stabilita, lo standard H.324 specifica come le tecnologie di compressione video e audio debbano essere usate. Lo standard H.324 definisce come questi segnali siano compressi per essere utilizzati nelle reti telefoniche analogiche.
Dei 33.600 bit/s, la compressione audio prende circa 6.000 bit/s. Il resto della banda è utilizzata dal segnale video.

## Potenzialità
- Multi Media Control Manager, controlla sessioni H.245 e coordina il Protocol layer coll'User Application layer.
- Modalità Automatic Call Setup disponibile.
- Low footprint e Fast Call Setup time con supporto per H.324 Annex K (MONA) ,WNSRP.
- Portable architecture: supporta molteplici handset OS inclusi Linux, Windows Mobile, Symbian e Nucleus.
- H324M Tester in campo 3G, ISDN o ambienti IP in modo da operare sul segnale ed il media IOT utilizzando scripts automatizzati.

## Compatibilità
- ITU-T H.324 (09/2005) incluso il supporto Mobile (Annex A, C e K).
- ITU-T H.223 inclusi gli Annex A, B, e C.
- H.245 versione 11 (retrocompatible) incluso il supporto per H.223 Annexes A, B e C per reti mobili.
- 3GPP e 3GPP2 con specifiche: TS 26.111 (V6.01), TS 26.110 (V6.00), e TS 26.911 (V6.00).